# Малое Рейзино
Ма́лое Ре́йзино (фин. Pieni Reisinä, Koljonkylä) — деревня в Гатчинском муниципальном округе Ленинградской области.

## История
На карте Ингерманландии А. И. Бергенгейма, составленной по материалам 1676 года, упоминается как деревня Resica.
На шведской «Генеральной карте провинции Ингерманландии» 1704 года — как Resna.
Как деревня Резна она обозначена на «Географическом чертеже Ижорской земли» Адриана Шонбека 1705 года.
Как деревня Рейзино упоминается на карте Санкт-Петербургской губернии Я. Ф. Шмидта 1770 года.
Деревня являлась вотчиной императрицы Марии Фёдоровны, из которой в 1806—1807 годах были выставлены ратники Императорского батальона милиции.
На «Топографической карте окрестностей Санкт-Петербурга» Военно-топографического депо Главного штаба 1817 года обозначена как деревня Малая Резина или Новая Слободка из 12 дворов.
Деревня Малая Резина из 12 дворов упоминается и на «Топографической карте окрестностей Санкт-Петербурга» Ф. Ф. Шуберта 1831 года.

МАЛОЕ РЕЗИНО — деревня принадлежит ведомству Гатчинского городового правления, число жителей по ревизии: 39 м. п., 34 ж. п. (1838 год)

На картах Ф. Ф. Шуберта 1844 года и С. С. Куторги 1852 года названа — деревня Малая Резина.
На этнографической карте Санкт-Петербургской губернии П. И. Кёппена 1849 года она обозначена как деревня «Kl. Resinä», расположенная в ареале расселения эвремейсов. В пояснительном тексте к этнографической карте она записана как Klein Reisinä (Малое Резино) и указано количество её жителей на 1848 год: эвремейсов — 36 м. п., 34 ж. п., всего 70 человек.

РЕЗЕНО МАЛОЕ — деревня Гатчинского дворцового правления, по просёлочной дороге, число дворов — 12, число душ — 40 м. п. (1856 год)

Согласно «Топографической карте частей Санкт-Петербургской и Выборгской губерний» в 1860 году деревня называлась Малая Резина и состояла из 12 крестьянских дворов.

РЕЗИНО МАЛОЕ — деревня удельная при речке Ижорке, число дворов — 15, число жителей: 43 м. п., 54 ж. п. (1862 год)

В 1879 году деревня Малая Резина состояла из 12 крестьянских дворов.

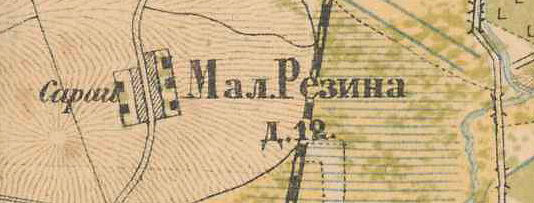
План деревни Малое Рейзино. 1885 год

В 1885 году деревня Малая Резина также насчитывала 12 дворов.
В конце XIX — начале XX века деревня административно относилась к Гатчинской волости 2-го стана Царскосельского уезда Санкт-Петербургской губернии. Население деревни было исключительно финским.
С 1917 по 1923 год деревня Малое Резино входила в состав Сокколовского сельсовета Гатчинской волости Детскосельского уезда.
С 1923 года в составе Гатчинского уезда.
Согласно данным переписи населения СССР 1926 года в деревне Рейзино Малое Сокколовского сельсовета Троцкой волости Троцкого уезда проживали 211 человек, более 90 % финны.
С 1927 года в составе Гатчинского района.
С 1928 года в составе Пудостьского сельсовета.

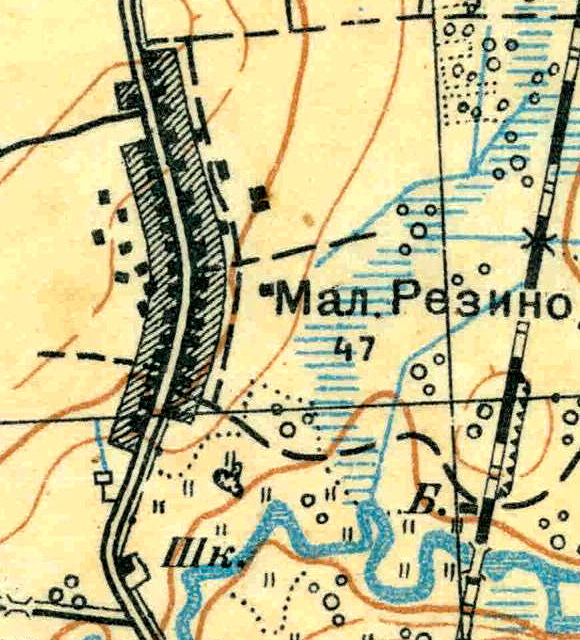
План деревни Малое Рейзино. 1931 год

Согласно топографической карте 1931 года деревня называлась Малое Резино и насчитывала 47 дворов, на южной окраине деревни находилась школа.
По данным 1933 года деревня называлась Малое Рейзино и входила в состав Пудостьского финского национального сельсовета Красногвардейского района.
По данным 1966, 1973 и 1990 годов деревня Малое Рейзино также входила в состав Пудостьского сельсовета Гатчинского района.
В 1997 году в деревне проживали 43 человека, в 2002 году — 52 человека (русские — 88%), в 2007 году — 51, в 2010 году — 44.

## География
Деревня расположена в северной части района на автодороге 41К-011 (Стрельна — Гатчина).
Расстояние до административного центра поселения, посёлка Пудость — 3 км.
Расстояние до ближайшей железнодорожной станции Пудость — 2 км.
Деревня находится на левом берегу реки Парицы.

## Демография
| 1862 | 2007 | 2010 | 2017 |
| ---- | ---- | ---- | ---- |
| 97   | ↘51  | ↘44  | ↘35  |

### Национальный состав
Согласно данным Всероссийской переписи населения 2021 года в деревне проживали 60 человек, из них:
 русские — 7, финны — 1 человек, остальные национальность не указали.

## Транспорт
От Гатчины до Малого Рейзино можно доехать на автобусах № 518, 533, 537.

## Улицы
Детская.

## Садоводства
Оровка.